# گونشلی (لریک)
گونشلی (به لاتین: Günəşli، تا ۸ می ۲۰۰۷ آذربایجان Azərbaycan) یک منطقه مسکونی در جمهوری آذربایجان است که در شهرستان لریک واقع شده است. گونشلی ۱۰۲۲ نفر جمعیت دارد.